# Biyo jezik
Biyo jezik (ISO 639-3: byo; bio, biyue, piyo), sinotibetski jezik iz Kine, provincija Yunnan, kojim govori oko 120 000 ljudi (Bradley 1997) u okruzima Mojiang, Jiangcheng, Zhenyuan i Jingdong.
Pripada južnoj podskupini ngwi jezika. Biyu su službeno uključeni u nacionalnost Hani.

## Vanjske poveznice
- Ethnologue (14th)
- Ethnologue (15th)